# Międzynarodowy Dzień Lasów
Międzynarodowy Dzień Lasów (ang. International Day of Forests) – święto obchodzone 21 marca, ustanowione przez Zgromadzenie Ogólne ONZ 28 listopada 2012 roku (rezolucja A/C.2/67/L.4).
Obchody tego dnia mają na celu podnoszenie świadomości ludzkości na temat znaczenia lasów dla człowieka.

Organizacja Narodów Zjednoczonych do spraw Wyżywienia i Rolnictwa (FAO) zachęca kraje całego świata do propagowania idei i działalności związanej z lasami (sadzenie drzew, sprzątanie lasów).